# پل مورنو
پل مورنو (انگلیسی: Pol Moreno؛ زادهٔ ۹ مهٔ ۱۹۹۴) بازیکن فوتبال اهل اسپانیا است.